# هالووین ۶: نفرین مایکل مایرز
هالووین ۶: نفرین مایکل مایرز (انگلیسی: Halloween: The Curse of Michael Myers) فیلمی در ژانر اسلشر است که در سال ۱۹۹۵ منتشر شد.

## بازیگران
- دونالد پلزنس
- پل راد
- میچل رایان
- کیم دربی
- جورج پی. ویلبر
- ماریان هاگن